# Sam Vanni

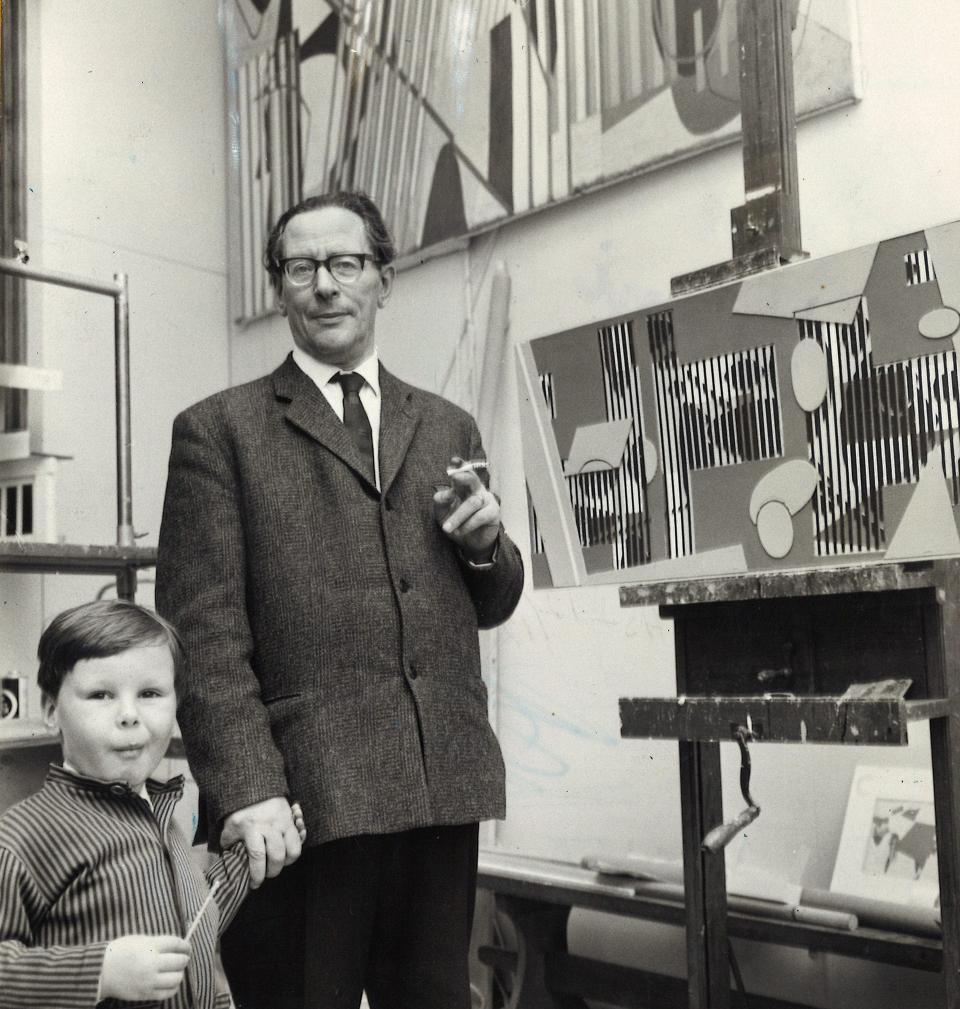
Sam Vanni med fyraåriga sonen Mikko år 1964

Sam Vanni (till 1941 Samuel Besprosvanni), född 6 juli 1908 i Viborg, död 20 oktober 1992, var en finländsk målare, grafiker och skulptör. 

## Biografi
Samuel Besprosvanni var son till hatt- och pälshandlaren Aron Besprosvanni och Rakel Stoler och växte upp i Viborg. Han talade flera språk redan under barndomen. Hans hemspråk var jiddisch, han gick i en svenskspråkig skola och flertalet av hans lekkamrater var finskspråkiga. Familjen flyttade till Helsingfors 1921 och Sam Vanni utbildade sig på Finska Konstföreningens ritskola 1927–1928. Senare studerade han en period på Accademia di Belle Arti i Florens och var assistent till Wäinö Aaltonen i arbetet med skulpturer till Riksdagshuset i Helsingfors. År 1931 utställdes han verk på Finska konstnärernas årsutställning.
Från 1935 hade han en flerårig relation med Tove Jansson, och de förblev därefter nära vänner.  Han fick statens konstpris 1938 och studerade därefter i London, Paris och Italien. I Paris studerade han vid Académie de la Grande Chaumière och senare vid Académie Julian för Jean Souverbie. Under 1940-talet närmade han sig abstrakt konst, och influerades särskilt av franska konstnärer som Henri Matisse och Pierre Bonnard. 
Sam Vanni var aktiv som målare till sin död 1992. Han fick utmärkelsen Pro Finlandia och blev ledamot av Finlands Akademi 1964. Han representerade Finland vid Venedigbiennalen 1966.
Han var gift med Maya London 1941–1958. De bodde i Munksnäs och senare i Westend i Esbo, där han hade sin ateljé. Han var i andra äktenskapet gift från 1960 med Paula Saarenheimo, med vilken han hade två barn.

## Offentliga verk i urval
- Contrapunctus – Från kaos till ordning, väggmålning i entréhallen i Helsingfors stads finska arbetarinstitut, 1959–1960
- Arbete och familj, väggmålning för före detta Postsparbankens kontor vid Fredriksgatan i Helsingfors, 1965
- Norrskensflammor, väggmålning i Lapplands yrkesskola i Rovaniemi, 1966